# Eublemma irresoluta
Eublemma irresoluta is een vlinder van de familie van de spinneruilen (Erebidae). De wetenschappelijke naam van deze soort is voor het eerst voorgesteld door Harrison Gray Dyar Jr. in een publicatie uit 1919.
De soort komt voor in Mexico.